# Комісар Монтальбано
«Комісар Монтальбано» (італ. Il commissario Montalbano  МФА: [il kommisˈsaːrjo montalˈbaːno]) — італійський телевізійний серіал на основі детективних новел Андреа Каміллері, який телекомпанія RAI знімає з 1999 року. Головний герой серіалу — комісар поліції Сальво Монтальбано (Лука Дзінгаретті). Дія серіалу розгортається в уявному містечку Віґата на узбережжі Сицилії.

## Особливості
Кожен епізод являє собою окреме розслідування, однак у сукупності серіал показує життя комісара і його підлеглих на початку 1990-х років.
Головна особливість серіалу — не стільки у заплутаності кримінальних справ скільки у романтичному настрої, який він створює, передаючи особливості щоденного життя на півдні Італії. Провідною темою багатьох епізодів є взаємини Монтальбано із нареченою, друзями і підлеглими. Традиційні переконання мешканців міста, так само як і конкуренція між двома мафіозними родинами Віґати, часто є мотивом для кримінальних подій, які розслідує комісар.
Монтальбано вміє знайти спільну мову із мешканцями міста — від пастуха до старійшини мафії, — але одночасно є обізнаним і по-вуличному кмітливим. Сальво Монтальбано любить сицилійську природу, культуру і кухню острова (особливо аранчині, які готує його служниця) і через це не готовий переїхати на північ Італії, де живе його наречена Лівія (Катаріна Бем). Монтальбано мешкає в будинку на узбережжі, і в нього глибоко інтимне ставлення до моря, яке надає йому наснаги та у важкі часи очищує і знімає тягар з душі.
Як і новели Андреа Камільєрі, серіал здобув широку популярність в Італії і за її межами, особливо у Великій Британії і Австралії.
У 2012—2015 роках компанія RAI зняла до серіалу приквел «Молодий Монтальбано» (актор Мікелле Ріондіно).

## У ролях

### Головні персонажі
- Комісар Сальво Монтальбано — Лука Дзінґаретті
- Доменіко («Мімі») Авджелло, помічник і друг Монтальбано — Чезаре Боччі
- Інспектор Джузеппе Фаціо — Джузеппе Мацотта
- Агент Аґатіно Катарелло — Анджело Руссо
- Лівія Бурландо, кохана Монтальбано — Катаріна Бьом (1-4 сезони), Ліна Пернд (9 сезон), Соня Берґамаско (з 10 сезону)
- Ґаллуцо — Давіде Ло Верде
- Ніколо Дзіто — Роберто Нобіле

### Другорядні та епізодичні
- Белен Родрігес — Долорес Гутьєррес (серія Il campo del vasaio, 2011)